# 中国人民解放军沈阳军区空军
中国人民解放军沈阳军区空军，机关驻地辽宁省沈阳市，是中国人民解放军空军驻中国人民解放军沈阳军区的战役军团，归中国人民解放军空军建制，受中国人民解放军空军、中国人民解放军沈阳军区双重领导。领导和指挥驻辽宁省、吉林省、黑龙江省及内蒙古自治区东部地区空军部队。主要担负本区防空作战，空中进攻作战，协同陆、海军作战等任务。

## 沿革
1950年7月13日，中央军委决定，成立中国人民解放军东北军区空军司令部。1950年8月20日，以东北军区司令部航空处，辽东军区司令部、政治部，辽西军区供给部等单位为基础，在沈阳成立。机关设有司令部、政治部、后勤部、工程部、干部管理部。1954年5月15日，改称中国人民解放军东北军区空军部。1955年5月6日，改称中国人民解放军沈阳军区空军司令部。1957年5月25日，与沈阳军区防空军合并为中国人民解放军沈阳军区空军。1970年2月，沈阳军区空军机关整编为司令部、政治部、后勤部。1976年2月增设航空工程部，1993年9月改称装备技术部，1998年12月整编为装备部。
东北军区空军机关成立后，迅速组建部队，以适应国土防空和参加抗美援朝战争的需要。1950年10月至1952年8月，先后组建2个空军军部、6个航空兵师等部队。1953年12月，中朝空军联合司令部下辖部队划归东北军区空军司令部统一领导。1957年8月，沈阳军区防空军部队划归沈阳军区空军建制。1958年11月，又新组建1个空军军部。1974年4月以后，沈阳军区空军辖区空军院校陆续从空军直属改归沈阳军区空军建制。1985年下半年，调整、撤销、合并了部分单位。到20世纪末，沈阳军区空军已成为包括航空兵、地空导弹兵、高射炮兵、雷达兵、通信兵及其他专业兵的合成军队。
沈阳军区空军长期担负中国东北防空作战任务，军区空军机关及部分部队先后参加了抗美援朝战争、支援东南沿海地区作战等。抗美援朝战争期间，中国人民志愿军空军以东北军区空军基地为依托，分批参战。东北军区空军机关为参战部队做好组织指挥及保障工作。所属空军第三、第四、第六、第八、第十五师先后参战，击落以美军为首的“联合国军”飞机229架、击伤72架。空军第四师大队长李汉首开中国人民志愿军空军击伤、击落美国空军飞机的纪录；大队长张积慧击毙美国空军“王牌驾驶员”G.A.戴维斯；副团长侯书军创造了中国人民志愿军空军首次夜间击落美机的纪录。空军第十五师飞行员韩德彩击落美国空军“双料王牌驾驶员”H.E.费席尔所驾飞机。1951年11月6日，空军第八师出动飞机轰炸大和岛，取得中国人民志愿军空军轰炸机部队首次执行战斗任务的胜利。1951年11月30日，该师再度出动飞机轰炸大和岛，途中遭美军战斗机偷袭，多架飞机被击落、击伤，但轰炸机群仍将炸弹投向目标，并用机枪击落美军飞机1架。在国土防空作战中，沈阳军区空军部队多次击落美国和台湾中华民国空军侵入大陆侦察、袭扰的飞机。1958年8月14日，空军第十六师飞行员周春富在入闽轮战中，击落台湾中华民国空军F-86型飞机2架、击伤1架。1964年11月15日，空军第一师中队长徐开通在入粤作战中，首次击落美国无人驾驶高空侦察机。沈阳军区空军部队还参加过辽东半岛抗登陆演习、首都国庆阅兵等，以及抗震、抗洪抢险、抗雪、灭火救灾、人工增雨等。

## 历任领导
| 司令员 1. 段苏权（1949年8月—1954年2月） 2. 刘震 上将（1954年2月—1955年4月） 3. 周赤萍 中将 （1955年5月—1958年4月） 4. 曾国华 中将（1958年4月—1968年12月） 5. 王毓淮（1968年12月—1983年5月） 6. 曹双明 空军中将（1983年5月—1992年11月，1987年9月起为沈阳军区副司令员兼） 7. 辛殿枫 空军中将（1993年1月—1993年7月，沈阳军区副司令员兼） 8. 卢登华 空军中将（1993年7月—1996年7月，沈阳军区副司令员兼） 9. 郑申侠 空军中将（1996年7月—1999年1月，沈阳军区副司令员兼） 10. 许其亮 空军中将（1999年2月—2004年7月，沈阳军区副司令员兼） 11. 周来强 空军中将（2004年7月—2012年7月，沈阳军区副司令员兼） 12. 丁来杭 空军中将（2012年7月—2016年，沈阳军区副司令员兼） 副司令员 - 曾国华 中将（1955年5月—1959年4月） - 高鹏 大校（1957年8月—1959年12月自杀身亡） - 何振亚 少将（1957年8月—1968年12月） - 吕黎平 少将（1962年3月—1968年1月） - 刘国柱（1969年3月—？） - 邹炎（1969年3月—1973年5月） - 蔡永（1969年12月—？） - 常仲连（1970年12月—？） - 曹双明（1974年1月—1983年5月） - 孙景华（1980年1月—1987年9月） - 刘存信（？—1986年3月） - 江震 空军中将（1983年5月—1990年6月） - 曾广富 空军少将（1988年5月—1990年6月） - 辛殿枫 空军少将（1990年6月—1993年1月） - 卢登华 空军少将（1990年6月—1993年7月） - 李永德 空军少将（1990年6月—1992年11月） - 杨德春 空军少将（1996年12月—2003年12月） - 叶光荣 空军少将（1997年12月—2003年12月） - 曹存德 空军少将（2000年12月—2003年12月） - 吴仁忠 空军少将（2000年12月—2006年12月） - 于长海 空军少将（2003年12月—2006年12月） - 阎涛 空军少将（2004年3月—？） - 王永才 空军少将（2004年7月—？） - 李金山 空军少将（2006年12月—？） - 王国明 空军少将（2008年6月—2010年4月） - 张华山 空军少将（2008年6月—2013年7月） - 华桦 空军少将（2010年6月—？） - 王伟 空军少将（2013年7月—2016年） - 赵宝勋 空军少将（2014年7月—2016年） | 政治委员 1. 周赤萍（1949年8月—1957年8月） 2. 黄立清 少将（1957年8月—1975年5月） 3. 张雍耿（1975年5月—1976年4月） 4. 毛远新（1969年4月—1977年5月，兼任） 5. 许乐夫（1976年4月—1978年5月） 6. 赵兰田（1978年5月—1983年5月） 7. 高兴民（1983年5月—1985年9月） 8. 刘存信 空军中将（1985年9月—1993年1月） 9. 马驰 空军中将（1993年1月—1996年11月） 10. 林万海 空军中将（1996年11月—1997年11月） 11. 沙显明 空军中将（1997年11月—2003年1月，沈阳军区副政治委员兼） 12. 王伟 空军中将（2003年1月—2005年12月，沈阳军区副政治委员兼） 13. 尹庆立 空军中将（2005年12月—2008年12月，沈阳军区副政治委员兼） 14. 赵以良 空军中将（2008年12月—2015年7月，沈阳军区副政治委员兼） 15. 刘建 空军少将（2015年7月—2016年，沈阳军区副政治委员兼） 副政治委员 - 刘锦平 少将（1955年5月—1958年1月） - 黄玉昆 少将（1958年4月—1964年7月） - 程明 少将（1964年7月—1968年3月） - 张雍耿（1968年5月—1968年12月） - 赵其林（1969年3月—1975年5月） - 邱仁华（1969年3月—？） - 杨大伦（1970年4月—1972年8月） - 许乐夫（1974年1月—1975年5月） - 程明（1974年1月—？） - 张少虹（1975年7月—？） - 朱光（？—？） - 张梦山（？—？） - 丁克明（？—？） - 张志增（？—？） - 邵荣棠 空军少将（1986年10月—1993年5月） - 马驰 空军少将（1990年6月—1993年1月） - 林万海 空军少将（1992年11月—1994年10月） - 唐守扬 空军少将（1992年10月—1998年12月） - 徐传读 空军少将（1994年10月—1997年12月） - 杨文修 空军少将（1995年7月—1998年12月） - 王伟 空军少将（1997年12月—2003年1月） - 张汉华 空军少将（1999年12月—2003年12月） - 李家祥 空军少将（2000年6月—2000年12月） - 樊庆礼 空军少将（2002年6月—2005年12月） - 杨汉龄 空军少将（2003年1月—2004年12月） - 汤武昌 空军少将（2003年12月—？） - 刘健 空军少将（2005年12月—2006年7月） - 刘昌洪 空军少将（2006年7月—2006年12月） - 方声坤 空军少将（2007年2月—2011年7月） - 严宝发 空军少将（2011年7月—？） - 刘国栋 空军少将（2012年9月—？） 顾问 - 程明（？—？） - 吕黎平（？—？） - 张子安（？—？） - 丁克明（？—？） |

| 参谋长 - 何振亚 少将（1955年5月—1961年3月，1957年8月起为副司令员兼） - 王毓淮 少将（1961年3月—1968年12月） - 张钟（1969年9月—1972年8月） - 杨卫群（1975年9月—？） - 吉星 空军少将（1985年8月—1988年12月） - 卢登华 空军少将（1988年12月—1990年7月） - 李金山 空军少将（1996年12月—2004年1月） - 张建平 空军少将（2004年1月—2006年5月） - 张华山 空军少将（2006年5月—2008年2月） - 郑群良 空军少将（2008年2月—2010年5月） - 王伟 空军少将（2011年1月—2013年7月） - 常丁求 空军少将（2013年12月—2016年） 副参谋长 - 白云（1955年5月—1956年10月） - 雷淯龙（1957年5月—1959年4月） - 王毓淮（1959年4月—1961年3月） - 曾征（1959年6月—1960年1月） - 李喜亭（1959年10月—1976年5月） - 韩顾三（1960年1月—1961年7月） - 李兆霖（1960年8月—？） - 赵蕴青（1961年7月—？） - 韩顾三（1963年6月—1967年10月） - 杜吉安（1969年2月—？） - 莫阳（1969年2月—？） - 何凤琴（1970年2月—？） - 蔡正之（1975年8月—？） - 吴铁岩（1975年9月—？） - 苑国辉（？—1981年4月） - 韩福山 空军少将（1985年8月—1992年11月） - 卢登华 空军中将（1985年8月—1988年12月） - 焦念厚 空军少将（1994年12月—1998年12月） - 虞志学 空军少将（1998年12月—2002年12月） - 耿立志 空军少将（1999年12月—？） - 孙和荣 空军少将（2003年12月—2006年12月） - 刘家新 空军少将（2003年12月—2005年） - 邵学斌 空军少将（2005年12月—？） - 王铁翼 空军少将（2008年12月—？） - 刘敬权 空军少将（2009年11月—？） - 许世良 空军少将（？—？） - 王卫宁 空军少将（？—？） - 刘国云 空军少将（？—？） - 张岩 空军少将（2013年4月—？） - 吕维波 空军少将（2013年—？） - 刘亚永 空军少将（2015年6月—2016年） | 政治部主任 - 赵正洪 少将（1955年5月—1956年5月） - 黄玉昆 少将（1956年5月—1957年8月，政治部主任；1957年8月—1958年4月，政治部第一主任） - 梅盛伟 大校（1957年8月—1958年4月，政治部第二主任；1958年4月—1959年12月，政治部主任） - 王文 少将（1960年1月—1968年4月） - 赵其林（1969年3月—1970年5月，副政治委员兼） - 王宝功（1970年5月—1971年10月） - 张梦山（1975年7月—？） - 施志清（？—1987年10月） - 马驰 空军少将（1988年2月—1990年6月） - 刘本志 空军少将（1990年6月—1994年6月） - 吕家书 空军少将（1994年6月—1996年12月） - 王学刚 空军少将（1996年12月—2000年8月） - 樊庆礼 空军少将（2000年8月—2002年6月） - 汤武昌 空军少将（2002年6月—2003年12月） - 高增基 空军少将（2003年12月—2006年7月） - 邓楚润 空军少将（2006年7月—2011年7月） - 罗益昌 空军少将（2011年7月—2015年7月） - 李峰 空军少将（2015年7月—2016年） 政治部副主任 - 黃玉昆 大校（1955年5月—1956年5月） - 王文 大校（1956年5月—1960年1月） - 叶树柏 大校（1957年5月—1958年12月） - 张少虹 大校（1959年4月—1961年4月） - 戚先初 大校（1960年7月—1963年2月） - 叶树柏 大校（1961年5月—？） - 王宝功 大校（1963年2月—1970年5月） - 张梦山（1966年5月—1975年7月） - 曹源漱（1966年5月—？） - 朱光（1970年6月—1974年1月） - 赵同俊（1973年12月—？） - 孙树峄（1975年7月—？） - 傅任远（1976年8月—？） - 刘本志 空军少将（1985年8月—1990年6月） - 吕家书 空军少将（1990年6月—1994年12月） - 邵振华 空军少将（1992年10月—1998年12月） - 孙世云 空军少将（1998年12月—2002年12月） - 林广泛 空军少将（2000年12月—2003年12月） - 黄永垠 空军少将（2003年12月—？） - 雷忠贵 空军少将（2003年12月—？） - 胡秀堂 空军少将（2006年12月—2008年） - 李向成 空军少将（？—？） - 秦建辉 空军少将（2010年—2011年） - 严源昌 空军少将（2011年—？） - 刘立文 空军少将（？—2016年） |

| 后勤部部长 - 戈江 大校（1955年5月—1969年8月） - 陈忠宝（1969年8月—？） - 侯华 空军少将（1985年8月—1992年3月） - 李宗林 空军少将（1992年3月—1995年12月） - 张剑 空军少将（1995年12月—1999年12月） - 周可发 空军少将（1999年12月—2006年4月） - 楚军 空军少将（2006年4月—2008年12月） - 刘海生 空军少将（2008年12月—？） - 刘长春 空军少将（？—2016年） | 后勤部政治委员 - 刘烨（1957年5月—1963年2月） - 戚先初（1963年2月—1966年9月） - 王志伟（1966年9月—1972年5月） - 何士奎（1972年10月—？） - 郭成艺 空军少将（1985年8月—1990年6月） - 王本亭（1994年12月—1999年12月） - 霍新堂 空军少将（1999年12月—2002年5月） - 刘忠岳 空军少将（2002年5月—？） |

| 装备部部长 - 王金生 大校（？—1955年，工程部部长） - 丁园 大校（1955年—1957年，工程部部长） - 刘子立 大校（？—？，工程部部长） - 王寄洋 大校（1961年7月—1968年7月，工程部部长） - 吴铁岩（？—？，航空工程部部长） - 王清泉 空军少将（1985年8月—1992年11月，航空工程部部长） - 徐金铎 空军少将（1998年10月—2003年12月） - 王凤银 空军少将（2003年12月—2008年） - 赵宝勋 空军少将（2008年—？） - 吴新民 空军少将（？—2016年） | 纪律检查委员会书记 …… - 王元清 空军少将（？—？） - 徐传读 空军少将（1994年10月—1997年12月，副政治委员兼） - 王伟 空军少将（1997年12月—2003年1月，副政治委员兼） …… |

## 荣誉
曾被授予荣誉称号的单位有：
- 空军航空兵第一师领导班子，1977年11月6日受到中央军委通报表扬[1][2]。
- 红色前哨雷达站：由国防部授予[1][2]。
- 神炮中队：由空军授予[1][2]。
- 雷厉风行炮二连：由空军授予[1][2]。
- 抗洪抢险模范机组：由空军授予[1][2]。
- 红旗汽车连：由空军授予[1][2]。
- 乌拉盖模范雷达站：由空军授予[1][2]。

曾被授予荣誉称号的个人有：
- 全心全意为人民服务的好干部：范生文。由中央军委授予[1][2]。
- 一级战斗英雄：赵宝桐、王海、孙生禄、张积慧、刘玉堤。由空军授予[1][2]。
- 二级战斗英雄：杨振玉、范万章、焦景文、蒋道平、李汉、邹炎、高月明、毕武斌、韩德彩、吴胜凯。由空军授予[1][2]。
- 空中神炮手：鲍寿根。由空军授予[1][2]。
- 机械师尖兵：夏北浩。由空军授予[1][2]。
- 热爱飞行事业的好飞行员：李国尧。由空军授予[1][2]。
- 刻苦攻关的模范军医：罗尚功。由空军授予[1][2]。
- 模范科技工作者：李小奇。由空军授予[1][2]。
- 模范飞行员：陈加亮。由空军授予[1][2]。